# 1847

## Esdeveniments
Països Catalans
- 4 d'abril - Barcelona: S'hi inaugura el Gran Teatre del Liceu.

Resta del món
- Cau la capital de Mèxic en la guerra entre aquest país i els Estats Units.
- Ramón María Narváez y Campos torna al poder.
- Publicació de La foguera de les vanitats de William Makepeace Thackeray i de Cims borrascosos d'Emily Brontë.
- Primer ús del cloroform com a anèstesia a sala d'operacions.
- Samuel Colt comença a vendre armes a Amèrica.
- Libèria esdevé independent.

## Naixements
Països Catalans
- 21 de juny - Vic (Osona): Martí Genís i Aguilar, escriptor català (m. 1932).[1]

- 13 de novembre - Vic: Eusebi Molera i Bros, enginyer, arquitecte i urbanista (m. 1932).
- Vilanova i la Geltrú: Francesc Ferrer Ferret, periodista

Resta del món
- 11 de febrer, Milan (Ohio), EUA: Thomas Alva Edison, físic i prolífic inventor estatunidenc (m. 1931).
- 3 de març, Edimburg, Escòcia: Alexander Graham Bell, científic, inventor i enginyer escocès, a qui s'atribueix la invenció del primer telèfon pràctic (m. 1922).[2]
- 10 de març: Liverpool: Katherine Sheppard, política feminista i sugragista neozelandesa (m. 1934).[3]
- 27 de març: Otto Wallach, químic alemany, Premi Nobel de Química en 1910 (m. 1931).
- 10 d'abril, Hongria: Joseph Pulitzer, periodista i editor de periòdics (m. 1911).[4]
- 7 de maig: Archibald Primrose, primer ministre britànic (m. 1929).[5]
- 25 de maig, Anvers: Alphonse Goovaerts, compositor i musicòleg belga.
- 11 de juny, Aldeburgh, Suffolk,(Anglaterra): Millicent Fawcett, políticapacifista i dirigent feminista britànica (m. 1929).[2]
- 4 de juliol, Cartago: Manuel María de Peralta y Alfaro, polític costa-riqueny (m. 1930).
- 20 juliol, Berlín (Confederació Germànica): Max Liebermann, pintor alemany d'origen jueu (m. 1935).[6]
- 24 de juliol, Giengen an der Brenzː Margarete Steiff, modista que esdevingué empresària fabricant de ninots de peluix (m. 1909).[7]
- 1 d'agost, Camaiore, Gran Ducat de Toscana: Guido Papini, violinista i compositor italià (m. 1912).[8]
- 23 d'agost, Wyoming, Nova York: Sarah Frances Whiting, astrònoma i física americana, instructora de diversos astrònoms (m. 1927).[9]
- 29 d'agost, Udine: Romilda Pantaleoni, soprano italiana de prolífica carrera operística a finals del segle xix (m. 1917).[10]
- 5 de setembre, Kearney, Missouri (EUA): Jesse James, guerriller i més tard bandoler sudista (m. 1882).[11]
- 22 d'octubre: Jacobus Herculaas de la Rey, conegut com a Koos de la Rey, general durant la Segona Guerra Bòer (m. 1914).
- 1 d'octubre, Clapham, Londres: Annie Besant, periodista i investigadora anglesa.(m. 1933)[12]
- 2 d'octubre: Paul von Hindenburg, president d'Alemanya (m. 1933).
- 16 d'octubre: Torí: Maria Pia de Savoia, princesa de Sardenya i després d'Itàlia, es convertí en reina de Portugal (m. 1911).[13]
- 17 d'octubre, Rio de Janeiro: Chiquinha Gonzaga, pianista, compositora i directora d'orquestra brasilera (m. 1935).[14]
- 30 d'octubre, Breslau, Prússia: Hermann Ludwig Eichborn, musicògraf i compositor.
- 2 de novembre: Georges Sorel, filòsof socialista francès (m. 1922).
- 8 de novembre: 
  - Dublín (Irlanda): Bram Stoker, escriptor irlandès (m. 1912).[15]
  - Jean Paul Pierre Casimir-Perier, advocat, President de la República Francesa de 1894 a 1895) (m. 1907).
- 30 de novembre: Afonso Pena, president del Brasil (m. 1909).
- 1 de desembre, Windsor, Connecticut: Christine Ladd-Franklin, matemàtica i lògica, pionera teòrica de la visió del color.[16]
- 16 de desembre, París: Augusta Holmès, compositora francesa (m. 1903).[17]
- Celle (Alemanya): Louise Radecke, soprano alemanya.

## Necrològiques
Països Catalans
- 1 d'octubre - València: Rafael Esteve i Vilella, gravador valencià (n. 1772).

Resta del món
- 17 de febrer - Palerm: Giuseppina Turrisi Colonna, poetessa civil i revolucionària siciliana i gran erudita (n. 1822).[18]
- 9 de març - Lyme Regis, Anglaterra: Mary Anning, paleontòloga anglesa (n. 1799).
- 22 d'octubre, Berlín: Henriette Herz, amfitriona d'un saló literari, primera salonnière jueva de Berlín (n. 1764).[19]
- 17 de desembre - Parma, Ducat de Parma: Maria Lluïsa d'Àustria, esposa de Napoleó Bonaparte, Emperadriu de França.[20]